# Quasten-Zwerghörnchen
Das Quasten-Zwerghörnchen (Exilisciurus whiteheadi) ist eine Hörnchenart aus der Gattung der Asiatischen Zwerghörnchen (Exilisciurus). Es kommt auf der Insel Borneo vor.

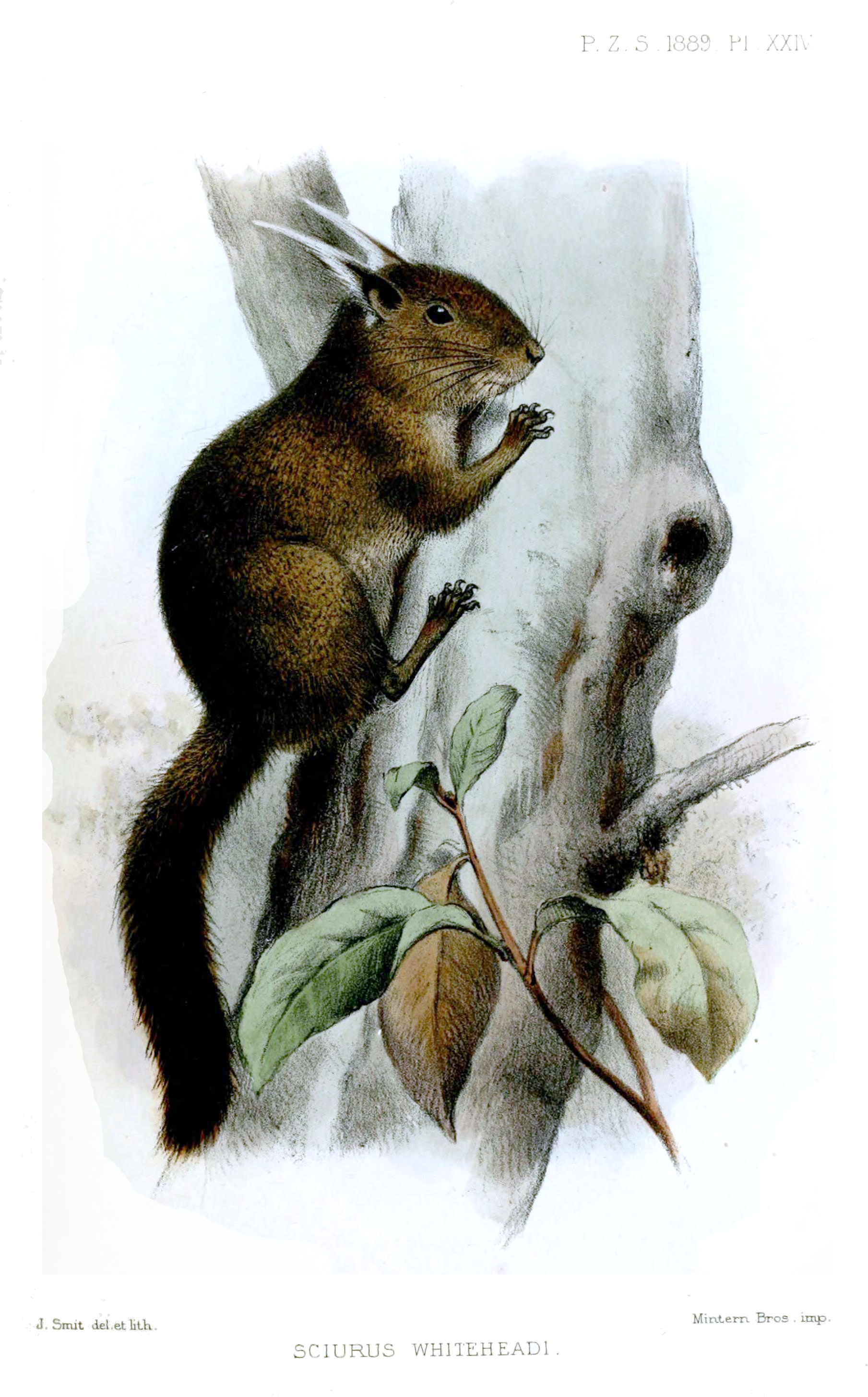
Quasten-Zwerghörnchen
(Lithografie von Joseph Smit in den Proceedings of the Zoological Society of London, 1889)

## Merkmale
Das Quasten-Zwerghörnchen erreicht eine Kopf-Rumpf-Länge von etwa 8,4 bis 8,8 Zentimetern bei einem Gewicht von etwa 22 bis 24 Gramm, es gehört damit zu den kleinsten Hörnchenarten weltweit. Der Schwanz wird 6,3 bis 6,9 Zentimeter lang und ist damit kürzer als der restliche Körper. Die Tiere sind oberseits dunkelbraun, die Bauchseite ist blasser braun. Die Ohren besitzen Haarbüschel aus langen weißen Haaren.

## Verbreitung
Das Quasten-Zwerghörnchen kommt im nördlichen Borneo in den malaiischen Bundesstaaten Sarawak und Sabah, dem Sultanat Brunei sowie dem indonesischen Kalimantan vor. Die Höhenverbreitung reicht von etwa 900 bis 3000 Metern.

## Lebensweise
Über die Lebensweise des Quasten-Zwerghörnchens liegen nur wenige Angaben vor. Es bewohnt bevorzugt die Dipterocarpaceen-Wälder des Verbreitungsgebietes. Die Art lebt vor allem an Baumstämmen und ernährt sich überwiegend von darauf wachsenden Flechten und Moosen.

## Systematik
Das Quasten-Zwerghörnchen wird als eigenständige Art innerhalb der Gattung der Asiatischen Zwerghörnchen (Exilisciurus) eingeordnet, die aus drei Arten besteht. Die wissenschaftliche Erstbeschreibung stammt von Oldfield Thomas als Sciurus whiteheadi aus dem Jahr 1887, der die Art anhand von Individuen vom Kinabalu im malaysischen Bundesstaat Sabah beschrieb.
Innerhalb der Art werden neben der Nominatform keine Unterarten unterschieden:

## Status, Bedrohung und Schutz
Das Quasten-Zwerghörnchen wird von der International Union for Conservation of Nature and Natural Resources (IUCN) als nicht gefährdet (Least concern) eingeordnet. Begründet wird dies durch das vergleichsweise große Verbreitungsgebiet und das häufige Vorkommen der Art, vor allem in Höhenlagen die vom Lebensraumverlust wenig betroffen sind. Potenzielle bestandsgefährdende Bedrohungen sind nicht bekannt.

## Belege
1. 1 2 3 4  Richard W. Thorington Jr., John L. Koprowski, Michael A. Steele: Squirrels of the World. Johns Hopkins University Press, Baltimore MD 2012; S. 160–161. ISBN 978-1-4214-0469-1
2. 1 2 3 4  Exilisciurus whiteheadi in der Roten Liste gefährdeter Arten der IUCN 2014.2. Eingestellt von: J.W. Duckworth, E. Meijaard, B. Giman, K.H. Han, 2008. Abgerufen am 26. Dezember 2014.
3. 1 2 3  Exilisciurus whiteheadi In: Don E. Wilson, DeeAnn M. Reeder (Hrsg.): Mammal Species of the World. A taxonomic and geographic Reference. 2 Bände. 3. Auflage. Johns Hopkins University Press, Baltimore MD 2005, ISBN 0-8018-8221-4.